# Erzbistum San José de Costa Rica
Das Erzbistum San José de Costa Rica (lat.: Archidioecesis Sancti Iosephi in Costarica) ist eine in Costa Rica gelegene römisch-katholische Erzdiözese mit Sitz in San José.

## Geschichte
Am 28. Februar 1850 wurde durch Papst Pius IX. mit der Apostolischen Konstitution Christianae religionis aus Gebietsabtretungen des Bistums León en Nicaragua das Bistum San José de Costa Rica errichtet. Es wurde dem Erzbistum Guatemala als Suffraganbistum unterstellt.
Am 16. Februar 1921 gab das Bistum San José de Costa Rica Teile seines Territoriums zur Gründung des Bistums Alajuela und zur Gründung des Apostolischen Vikariates Limón ab. Gleichentags wurde es durch Papst Benedikt XV. mit der Apostolischen Konstitution Praedecessorum zum Erzbistum erhoben.
Am 19. August 1954 gab das Erzbistum San José de Costa Rica Teile seines Territoriums zur Gründung des mit der Apostolischen Konstitution Neminem fugit errichteten Bistums San Isidro de El General ab. Eine weitere Gebietsabtretung erfolgte am 24. Mai 2005 zur Gründung des mit der Apostolischen Konstitution Saepe contingit errichteten Bistums Cartago.
Dokumentiert ist die Geschichte des Bistums bzw. Erzbistums San José de Costa Rica in dessen reichhaltigem Bistumsarchiv, dessen Bestände bis 1593 zurückreichen.

## Ordinarien

### Bischöfe von San José de Costa Rica
- Anselmo Llorente y La Fuente, 1851–1871
- Luis Bruschetti, 1871–1880
- Bernhard August Thiel CM, 1880–1901
- Juan Gaspar Stork CM, 1904–1920

### Erzbischöfe von San José de Costa Rica
- Rafael Otón Castro Jiménez, 1921–1939
- Víctor Sanabria Martínez, 1940–1952
- Rubén Odio Herrera, 1952–1959
- Carlos Humberto Rodríguez Quirós, 1960–1979
- Román Arrieta Villalobos, 1979–2002
- Hugo Barrantes Ureña, 2002–2013
- José Rafael Quirós Quirós, seit 2013